# Svizzera ai Giochi della III Olimpiade
La Svizzera partecipò ai Giochi della III Olimpiade che si sono svolti a Saint Louis dal 1º luglio al 23 novembre 1904, con una delegazione di un atleta impegnato in due discipline.

## Medaglie

### Medaglie d'oro
| Medaglia | Nome           | Sport      | Evento                            |
| -------- | -------------- | ---------- | --------------------------------- |
| Oro      | Adolf Spinnler | Ginnastica | Concorso individuale - Tre eventi |

### Medaglie di bronzo
| Medaglia | Nome           | Sport      | Evento                        |
| -------- | -------------- | ---------- | ----------------------------- |
| Bronzo   | Adolf Spinnler | Ginnastica | Concorso individuale generale |

## Risultati

### Atletica leggera
| Evento    | Pos. | Atleta         | Punteggio totale |
| --------- | ---- | -------------- | ---------------- |
|           |      |                |                  |
| Triathlon | 64°  | Adolf Spinnler | 24,5             |
|           |      |                |                  |

### Ginnastica
| Evento                            | Pos. | Ginnasta       | Punteggio |
| --------------------------------- | ---- | -------------- | --------- |
|                                   |      |                |           |
| Concorso generale                 | 3°   | Adolf Spinnler | 67,99     |
|                                   |      |                |           |
| Concorso individuale - Tre eventi | 1°   | Adolf Spinnler | 43,39     |
|                                   |      |                |           |